# Zielleistungsprinzip
Das Zielleistungsprinzip ist in Deutschland ein Begriff aus der privaten Gebührenordnung für Ärzte (GOÄ) bzw. der privaten Gebührenordnung für Zahnärzte (GOZ) und hat  die Vermeidung der doppelten Honorierung
ärztlicher Leistungen zum Ziel. Grundsätzlich enthalten die Gebührenordnungen Einzelleistungen, die einzeln vergütet werden sollen. Eine Arztrechnung oder Zahnarztrechnung setzt sich fast immer aus solchen Einzelpositionen der Gebührenordnung zusammen. Wenn sich abrechenbare Leistungen überschneiden, kommt diejenige Leistung zur Abrechnung, die im Vordergrund steht.
Auch bei chirurgischen Behandlungen setzt sich die Honorierung aus Einzelleistungen zusammen. Jedoch wird die summarische Abrechnung einzelner Leistungen durch das Zielleistungsprinzip eingeschränkt.

Maßgeblich ist § 4 Abs. 2a GOÄ, in dem es heißt: 

„Für eine Leistung, die Bestandteil oder eine besondere Ausführung einer anderen Leistung nach dem Gebührenverzeichnis ist, kann der Arzt eine Gebühr nicht berechnen, wenn er für die andere Leistung eine Gebühr berechnet. Dies gilt auch für die zur Erbringung der im Gebührenverzeichnis aufgeführten operativen Leistungen methodisch notwendigen operativen Einzelschritte.“

Die Betonung liegt hier auf den methodisch notwendigen operativen Einzelschritten.

In § 4 Abs. 2 GOZ, die seit 1. Januar 2012 in Kraft ist, heißt es dazu präzisierender: 

„Für eine Leistung, die Bestandteil oder eine besondere Ausführung einer anderen Leistung nach dem Gebührenverzeichnis ist, kann der Zahnarzt eine Gebühr nicht berechnen, wenn er für die andere Leistung eine Gebühr berechnet. Dies gilt auch für die zur Erbringung der im Gebührenverzeichnis aufgeführten operativen Leistungen methodisch notwendigen operativen Einzelschritte. Eine Leistung ist methodisch notwendiger Bestandteil einer anderen Leistung, wenn sie inhaltlich von der Leistungsbeschreibung der anderen Leistung (Zielleistung) umfasst und auch in deren Bewertung berücksichtigt worden ist.“

Zur Bestimmung der GOÄ ergingen zahlreiche Urteile. Im Jahre 2008 entschied hierzu der Bundesgerichtshof:

„Die Frage, ob im Sinn des § 4 Abs. 2a Satz 2 GOÄ und des Absatzes 1 Satz 1 und 2 der Allgemeinen Bestimmungen des Abschnitts L einzelne Leistungen methodisch notwendige Bestandteile der in der jeweiligen Leistungsbeschreibung genannten Zielleistung sind, kann nicht danach beantwortet werden, ob sie im konkreten Einzelfall nach den Regeln ärztlicher Kunst notwendig sind, damit die Zielleistung erbracht werden kann. Vielmehr sind bei Anlegung eines abstrakt-generellen Maßstabs wegen des abrechnungstechnischen Zwecks dieser Bestimmungen vor allem der Inhalt und systematische Zusammenhang der in Rede stehenden Gebührenpositionen zu beachten und deren Bewertung zu berücksichtigen.“

Durch das BGH-Urteil wurden die Auslegungsprobleme nicht geringer. Soll im Einzelfall gerichtlich geprüft werden, ob verschiedene ärztliche Leistungen (methodisch notwendige) Bestandteile einer anderen Leistung sind, damit eine doppelte Honorierung vermieden wird, muss zuvor Klarheit über den jeweiligen Leistungsumfang herrschen. Diese dem Richter obliegende Aufgabe wird meistens nicht ohne Zuhilfenahme eines medizinischen Sachverständigen mittels eines Honorargutachtens erfüllt werden können. Dabei hat der Richter, wie üblich, einen abstrakt-generellen Maßstab zu Grunde zu legen.  Hilfreich wird auch in Gerichtsverfahren im ärztlichen Bereich die Präzisierung in der (zeitlich neueren) GOZ sein, in der letztlich der Tenor dieses BGH-Urteils übernommen worden ist. Es heißt dort, dass eine Leistung dann methodisch notwendiger Bestandteil einer anderen Leistung ist, wenn sie inhaltlich von der Leistungsbeschreibung der anderen Leistung (Zielleistung) umfasst und auch in deren Bewertung berücksichtigt worden ist.